# Sawa Botew
Sawa Stanew Botew (bułg. Сава Станев Ботев; ur. 18 lutego 1883 w Wełczewie koło Wielkiego Tyrnowa, zm. 9 lutego 1963 w Sofii) – bułgarski agronom, publicysta i uczony, współautor (wspólnie z Josifem Kowaczewem) pierwszej bułgarskiej encyklopedii rolnictwa Zemedełska encikłopedija (bułg. Земеделска енциклопедия).

## Życiorys
Sawa Botew urodził się we wsi Wełczewo w północno-centralnej Bułgarii jako syn hodowcy nasion Botjo Stanewa i jego żony Gerginy. W latach 1902–1903 był nauczycielem w szkole w miejscowości Cerowa korija. Dzięki protekcji znanego wówczas w świecie nauki stryja Nikoły Stanewa wyjechał na studia rolnicze w Lipsku. Po pomyślnym ukończeniu tamtejszej uczelni w 1910 roku Botew wrócił do Bułgarii i podjął się zawodu nauczyciela w szkole rolniczej w Tyrnowie. Następnie w latach 1923–1925 sprawował funkcję dyrektora Liceum Rolniczego w Sadowie. Jego wczesne prace naukowe spotkały się z szerokim uznaniem i wkrótce Sawa Botew przeniósł się do Sofii i objął stanowisko naczelnika jednego z departamentów w Ministerstwie Rolnictwa. Został też głównym sekretarzem Powszechnego Związku Rolników Bułgarskich (Общ съюз на българските земеделци).
Znany z licznych publikacji naukowych z zakresu agronomii. Oprócz encyklopedii rolnictwa, jego najważniejsze prace to: Zemedelieto w Byłgarija (bułg. Земеделието в България) i Izledwanija wyrchu klimata i pszenicite w Tyrnowskija okryg (bułg. Изледвания върху климата и пшениците в Търновския окръг).
Został pochowany na Cmentarzu Centralnym w Sofii. Jego syn Boris Botew był profesorem radiologii, kierownikiem katedry rentgenologii na Uniwersytecie Medycznym w Sofii.